# Dugald Clerk
Dugald Clerk (Glasgow, 31 de março de 1854 — 12 de novembro de 1932) foi um engenheiro britânico que inventou o motor de combustão interna a dois tempos, em 1878.

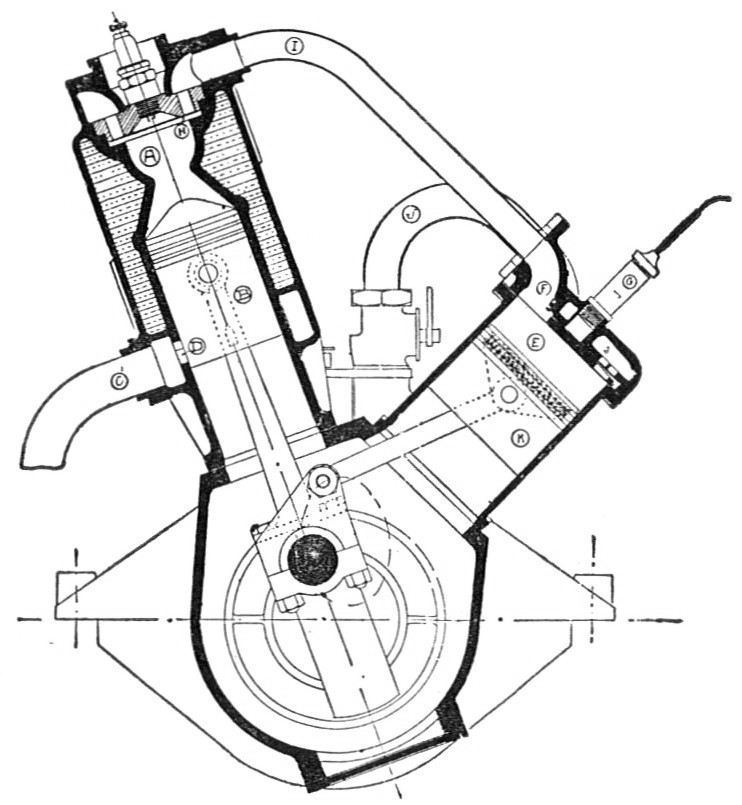
Motor de dois tempo de Sir Dugald Clerk

Foi eleito membro da Royal Society em 1908.